# قهرمانی کشتی جهان ۲۰۱۶
قهرمانی کشتی جهان ۲۰۱۶ شصت و هفتمین دوره از رقابت‌های قهرمانی جهان می‌باشد که از ۱۰ تا ۱۱ دسامبر ۲۰۱۶ در بوداپست، مجارستان برگزار گردید.
این دوره به علت برگزاری بازی‌های المپیک تابستانی ۲۰۱۶، فقط در اوزان غیر المپیکی برگزار شد.

## جدول مدال‌ها
| رتبه            | کشور                | طلا | نقره | برنز | مجموع |
| --------------- | ------------------- | --- | ---- | ---- | ----- |
| ۱               | روسیه               | ۲   | ۱    | ۱    | ۴     |
| ۲               | ایالات متحده آمریکا | ۱   | ۱    | ۰    | ۲     |
| ۳               | مجارستان            | ۱   | ۰    | ۲    | ۳     |
| ۴               | چین                 | ۱   | ۰    | ۰    | ۱     |
| ۴               | ژاپن                | ۱   | ۰    | ۰    | ۱     |
| ۶               | قزاقستان            | ۰   | ۱    | ۱    | ۲     |
| ۷               | ترکیه               | ۰   | ۱    | ۰    | ۱     |
| ۷               | مولدووا             | ۰   | ۱    | ۰    | ۱     |
| ۷               | گرجستان             | ۰   | ۱    | ۰    | ۱     |
| ۱۰              | آذربایجان           | ۰   | ۰    | ۲    | ۲     |
| ۱۱              | ازبکستان            | ۰   | ۰    | ۱    | ۱     |
| ۱۱              | ایران               | ۰   | ۰    | ۱    | ۱     |
| ۱۱              | رومانی              | ۰   | ۰    | ۱    | ۱     |
| ۱۱              | قرقیزستان           | ۰   | ۰    | ۱    | ۱     |
| ۱۱              | مغولستان            | ۰   | ۰    | ۱    | ۱     |
| ۱۱              | کانادا              | ۰   | ۰    | ۱    | ۱     |
| مجموع (۱۶ کشور) | مجموع (۱۶ کشور)     | ۶   | ۶    | ۱۲   | ۲۴    |

## خلاصه مدال‌ها

### آزاد مردان
| رویداد | طلا                                | نقره                     | برنز                            |
| ۶۱ ک‌گ  | لوگان استیبر · ایالات متحده آمریکا | بکا لومیتادزه · گرجستان  | احمد چاکایف · روسیه             |
| ۶۱ ک‌گ  | لوگان استیبر · ایالات متحده آمریکا | بکا لومیتادزه · گرجستان  | احمدنبی گوارزاتیلوف · آذربایجان |
| ۷۰ ک‌گ  | ماگومد قربان‌علیف · روسیه           | نورلان بخانوف · قزاقستان | الامان اولو قرقیزستان (KGZ)     |
| ۷۰ ک‌گ  | ماگومد قربان‌علیف · روسیه           | نورلان بخانوف · قزاقستان | مصطفی حسین‌خانی · ایران          |

### فرنگی مردان
| رویداد | طلا                     | نقره                     | برنز                       |
| ۷۱ ک‌گ  | بالینت کورپاسی (HUN)    | دانیل کاتاراگا · مولدووا | حسن علیف · آذربایجان       |
| ۷۱ ک‌گ  | بالینت کورپاسی (HUN)    | دانیل کاتاراگا · مولدووا | لی کوجوکاری · رومانی       |
| ۸۰ ک‌گ  | رمضان آباچارائف · روسیه | اصلان آتم · ترکیه        | یونیبک اوتابکوف · ازبکستان |
| ۸۰ ک‌گ  | رمضان آباچارائف · روسیه | اصلان آتم · ترکیه        | لازلو زابو · مجارستان      |

### آزاد زنان
| رویداد | طلا                 | نقره                            | برنز                            |
| ۵۵ ک‌گ  | مایو موکایدا · ژاپن | ایرینا اولوگنوا · روسیه         | آییام عبدیلدینا · قزاقستان      |
| ۵۵ ک‌گ  | مایو موکایدا · ژاپن | ایرینا اولوگنوا · روسیه         | داواسوخیین اتگونتستگ · مغولستان |
| ۶۰ ک‌گ  | پی زینگرو · چین     | آلی راگان · ایالات متحده آمریکا | امس بارکا · مجارستان            |
| ۶۰ ک‌گ  | پی زینگرو · چین     | آلی راگان · ایالات متحده آمریکا | لیندا مورایس · کانادا           |

## کشورهای شرکت‌کننده
۱۴۲ رقابت‌کننده از ۳۷ کشور شرکت کردند.
| - الجزایر (۱) - ارمنستان (۴) - اتریش (۲) - جمهوری آذربایجان (۶) - بلاروس (۶) - بلغارستان (۶) - کانادا (۲) - چین (۵) - تایوان (۲) - کرواسی (۲) - جمهوری چک (۲) - استونی (۱) - فنلاند (۱) | - فرانسه (۴) - گرجستان (۴) - آلمان (۶) - یونان (۱) - مجارستان (۶) - هند (۶) - ایران (۴) - ژاپن (۶) - قزاقستان (۶) - قرقیزستان (۴) - مولدووا (۵) - مغولستان (۴) - پالائو (1) | - لهستان (۶) - رومانی (۴) - روسیه (۶) - صربستان (۲) - اسلواکی (۲) - سوئد (۲) - تاجیکستان (۱) - ترکیه (۶) - اوکراین (۶) - ایالات متحده آمریکا (۶) - ازبکستان (۴) |